# Kisherend
Kisherend is een plaats (község) en gemeente in het Hongaarse comitaat Baranya. Kisherend telt 208 inwoners (2001).